# 蒂芬 (艾奥瓦州)
蒂芬（英語：Tiffin）是一個位於美國愛荷華州約翰遜縣的城市。

## 地理
蒂芬的座標為41°42′23″N 91°39′41″W / 41.70639°N 91.66139°W，而該地的平均海拔高度為215米（即715英尺）。

## 人口
根據2010年美國人口普查的數據，蒂芬的面積為10.72平方千米，當中陸地面積為10.70平方千米，而水域面積為0.02平方千米。當地共有人口1947人，而人口密度為每平方千米181人。